# Östersund
Östersund je grad i središte istoimene općine u švedskoj županiji Jämtland. 

## Zemljopis
Grad se nalazi u središnjoj Švedskoj na obalama petog po veličini švedskog jezera Storsjön.

## Stanovništvo
Prema podacima o broju stanovnika iz 2005. godine u gradu živi 43.796 stanovnika.

## Gradovi prijatelji
- Norveška,  Trondheim
- Finska, Kajana
- Danska, Odense
- Poljska, Sanok
- Kina, Jilin City

## Vanjske poveznice
- Službene stranice grada

### Ostali projekti
|  | Zajednički poslužitelj ima još gradiva o temi Östersund |